# Dole Gudbrandsdal
Dole Gudbrandsdal, známý také jako Dølahest nebo zkráceně Dole, je norské plemeno tažných a postrojových koní. Toto plemeno se dělí na dva hlavní typy:
- Dole Gudbrandsdal – tažný kůň známý svou tažnou silou a hbitostí
- Dole Trotter – lehčí a rychlejší typ používaný pro závody v zápřahu

Obě varianty byly v minulosti běžně kříženy, avšak od roku 2000 jsou plemenné knihy odděleny. Od roku 2016 platí přísná kritéria pro zápis klisen do plemenné knihy Dole Gudbrandsdal.

## Historie plemene
Dole Gudbrandsdal pochází z údolí Gudbrandsdal v Norsku. Předpokládá se, že toto plemeno částečně pochází z fríského koně, ke kterému byly v průběhu času přikříženy plnokrevníci, arabští koně a další plemena. V 19. století došlo k vytvoření Dolského klusáka.
V průběhu 9. století až do poloviny 11. století také docházelo k pohybu koní mezi západním Norskem a severní Anglií; toto delší období obchodu mezi těmito oblastmi pravděpodobně ovlivnilo silnou podobnost mezi plemeny dola, fríského koně, fellského ponyho a dalleského ponyho.
První plemenná kniha byla založena v roce 1941 a současná plemenná asociace vznikla v roce 1947. Zatímco původně byl Dole kůň využíván především jako smečkový kůň, dnes je těžší typ používán především pro zemědělské práce. Plemeno bylo také kříženo s jinými druhy za účelem šlechtění závodních a jezdeckých koní.

## Charakteristika
Dole Gudbrandsdal je menší tažné plemeno, které měří 145–155 cm v kohoutku a váží 540–630 kg. Nejčastějšími barvami srsti jsou hnědá, černá a kaštanová. V populaci se také vyskytují jedinci s krémovým genem (např. barvy palomino nebo kouřově černá), avšak jedinci s dvojitým zředěním jsou v plemenné knize považováni za nevhodné. Hřebci s touto genetickou vlastností nemohou být zařazeni do chovu, zatímco klisny nejsou certifikovány, avšak jejich potomci mohou být zapsáni.
Bílé znaky se mohou objevit na hlavě a nohou, avšak gen dun v populaci neexistuje. Tělo Dole koně je kompaktní a svalnaté: hlava je těžká s rovným profilem, krk krátký a silný, hrudník široký a hluboký. Hřbet je dlouhý, záď široká a silně osvalená. Končetiny jsou krátké, ale robustní, s pevnými klouby a odolnými kopyty.

## Využití
Přísné standardy pro zařazení koně do plemenné knihy zahrnují testy tažné síly a klusu. Lehčí typ Dole Trotter navíc podstupuje rentgenovou kontrolu kolen a bérců. Klisny klusáckého typu, které nevyhovějí rychlostním požadavkům, mohou být zapsány jako tažné typy.
Dole Gudbrandsdal je jedním z nejmenších tažných plemen, avšak vyniká svou tažnou silou, odolností a obratností. Lehčí podtypy jsou známé svým vynikajícím klusem, což je využíváno v závodech v zápřahu. Ve 20. století bylo křížení mezi tažnými a klusáckými typy poměrně časté, což vedlo k větší jednotnosti plemene.